# Nacht und Nebel

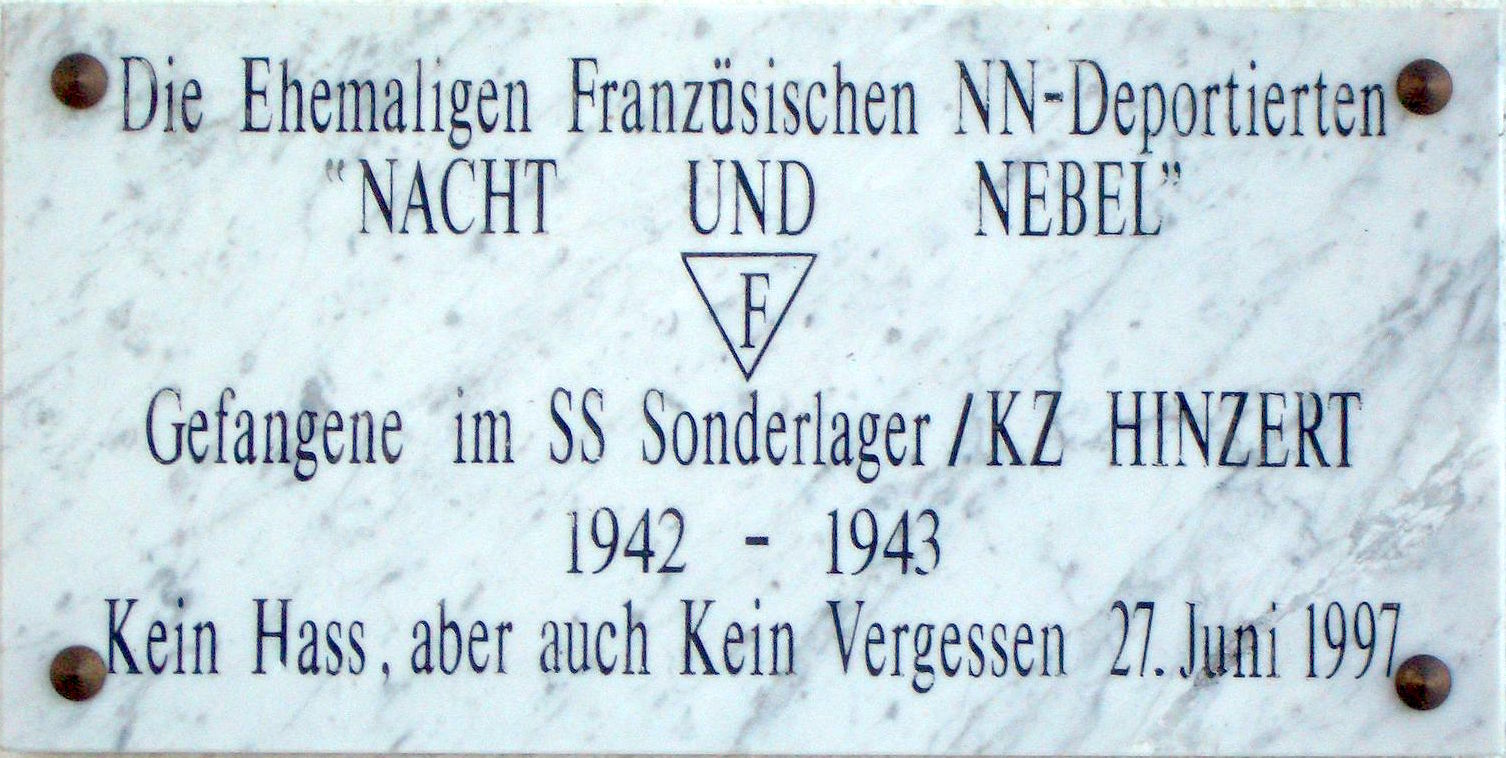
Placa comemorativa das vitimas francesas do Campo de concentração de Hinzert, com as expressões Nacht und Nebel e "NN-Deported"

Nacht und Nebel [ˈnaχt ʊnt ˈneːbəl] (em português: Noite e Nevoeiro) foi uma directiva (em alemão:  Erlass) de Adolf Hitler de 7 de Dezembro de 1941, cujo alvo eram os activistas políticos e os "apoiantes" da resistência, e o objectivo era acabar com todos aqueles que "ameaçam a segurança alemã" (die deutsche Sicherheit gefährden) dos territórios ocupados pela Alemanha Nazi. A sua designação tinha origem no Tarnhelm (um capacete mágico), da ópera Das Rheingold de Richard Wagner.
Três meses mais tarde, o marechal-de-campo Wilhelm Keitel do Alto Comando das Forças Armadas acrescentou mais texto à directiva passando esta a incluir todas as pessoas dos territórios ocupados que tinham sido detidas; se estivessem vivas oito dias mais tarde, deviam ser entregues à Gestapo. A directiva servia para intimidar e controlar as populações locais, negando o paredeiro dos presos às suas famílias. Os prisioneiros eram transportados secretamente para a Alemanha, e desapareciam sem deixar rasto. Em 1945, os registos abandonados da Sicherheitsdienst (SD) foram encontrados; registavam apenas nomes e as iniciais "NN" (Nacht und Nebel); até mesmo os locais das sepulturas não eram registados. Os nazi chegaram a criar uma expressão para aqueles que "desapareciam" de acordo com o decreto; eram vernebelt - transformados em nevoeiro. Até à data desconhece-se quantos milhares de pessoas terão desaparecido como resultado desta ordem.
O Tribunal Militar Internacional em Nuremberga estabeleceu que os desaparecidos ao abrigo da directiva Nacht und Nebel se encontravam no contexto de crimes de guerra, o que violava tanto as Convenções da Haia como as leis fronteiriças internacionais.